# Tinbeerwah
Tinbeerwah är en del av en befolkad plats i Australien. Den ligger i kommunen Sunshine Coast och delstaten Queensland, omkring 120 kilometer norr om delstatshuvudstaden Brisbane. Antalet invånare är 1 262.
Närmaste större samhälle är Tewantin, nära Tinbeerwah. 
I omgivningarna runt Tinbeerwah växer i huvudsak städsegrön lövskog. Runt Tinbeerwah är det ganska tätbefolkat, med 144 invånare per kvadratkilometer. Genomsnittlig årsnederbörd är 1 898 millimeter. Den regnigaste månaden är januari, med i genomsnitt 360 mm nederbörd, och den torraste är september, med 41 mm nederbörd.